# أولفا إسفينية
أولفا إسفينية (الاسم العلمي:Ulva cuneata) هي نوع من الطحالب خضراء يتبع جنس الأولفا من الفصيلة الأولفاوية.